# جيم برايس
جيم برايس (بالإنجليزية: Jim Price)‏ هو منتج أسطوانات وملحن أمريكي، ولد في 1945 في فورت وورث في الولايات المتحدة.

## وصلات خارجية
- جيم برايس على موقع ميوزك برينز (الإنجليزية)
- جيم برايس على موقع أول ميوزيك (الإنجليزية)
- جيم برايس على موقع ديسكوغز (الإنجليزية)